# Power Pizza Podcast
Power Pizza Podcast (PPP) è un podcast italiano a tre voci condotto dal fumettista Simone "Sio" Albrigi, insieme al fotografo Nicola "Nick" Bernardi e al cuoco Lorenzo "Lorro" Civolari, diffuso con cadenza settimanale.
Il podcast si occupa di raccontare e recensire libri, fumetti, film, serie tv, videogiochi ed altri elementi della cultura pop ed ha un tono umoristico e colloquiale, con un occhio di riguardo all'inclusività. È caratteristica particolare del format il dare i voti delle recensioni in "fette di pizza" descrivendo il gusto della pizza che dovrebbe dare una dimensione aggiuntiva alla valutazione.

## Storia
Nasce nel 2018 come podcast autoprodotto e viene registrato separatamente nelle tre abitazioni dei conduttori.
Durante la pandemia di COVID-19, anche a causa delle restrizioni che ha causato sul lavoro soprattutto di Lorenzo Civolari, il podcast è passato da un formato casalingo ad uno più strutturato allargandosi ed espandendo le attività laterali per poter diventare autosufficiente e passando dal solo formato audio al formato video da ottobre 2022.
Nel corso degli anni sono state registrate anche puntate dal vivo principalmente in occasione di eventi come il Lucca Comics & Games, durante le quali il format del podcast veniva modificato per adeguarsi ad un pubblico dal vivo. Sono inoltre intervenuti diversi ospiti orbitanti il mondo della creatività italiana, come fumettisti, disegnatori, autori e compositori.  
In Scottecs Gigazine, è inclusa una rubrica intitolata Power Pizza, dove Lorro e Nick recensiscono film, dal cult al trash, esprimendo il loro giudizio con le fette di pizza. 